# Bitwa pod Winceby

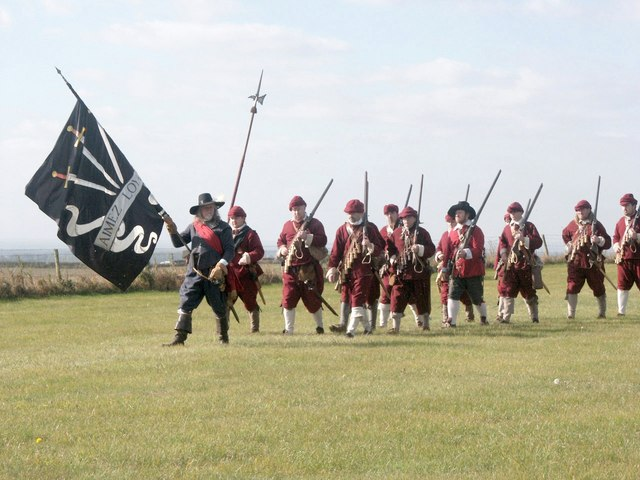

Bitwa pod Winceby – starcie zbrojne, które miało miejsce 11 października 1643 podczas angielskiej wojny domowej (1642–1651). Bitwa została stoczona w pobliżu wioski Winceby w Lincolnshire około 6 km na wschód od Horncastle.

## Wstęp
Latem 1643 Rojaliści ułożyli plany wygrania wojny poprzez bezpośredni marsz na Londyn. Jednak, przed przystąpieniem do realizacji tego planu należało pokonać wojska Parlamentu trzymające Hull i Plymouth, inaczej pozostawione garnizony z obu tych miast mogłyby atakować tyły maszerującej na Londyn armii, a nawet w poważnym stopniu naruszać jej linie komunikacyjne.
Podczas trwania tych oblężeń, król Anglii Karol I zdecydował się zredukować siły oblegające Gloucester, jedną z największych twierdz Parlamentu na zachodzie. Wojska Parlamentu uwolniły Gloucester od oblężenia 5 września. Następnie armia ta stoczyła z Rojalistami bitwę pod Newbury. Pod względem taktycznym był to remis, ale strategicznie wygrał Parlament, zmniejszając szanse ataku Rojalistów na Londyn. W międzyczasie rozpoczęło się oblężenie przez Rojalistów miasta Hull. Siły tzw. Wschodniego Związku (Eastern Association) pod wodzą hrabiego Manchester natychmiast ruszyły do Lincolnshire, piechota obległa Kings Lynn (kapitulacja 16 września) podczas gdy jazda jechała do północnej części hrabstwa by dołączyć do Fairfaxów. Szczęśliwie dla wojsk Parlamentu komunikacja morska przez Hull wciąż była wolna.
Dnia 18 września część kawalerii w Hull została przewieziona morzem do Barton, a reszta sił pod wodzą Thomasa Fairfaxa popłynęła morzem do Saltfleet kilka dni później. Całość dołączyła do Cromwella w pobliżu Spilsby. Stary Lord Fairfax, który pozostał w Hull, otrzymał ze Wschodniego Związku posiłki w postaci piechoty, amunicji i zaopatrzenia. Dnia 9 października wojska Parlamentu pod wodzą Manchestera rozpoczęły oblężenie Bolingbroke Castle.

## Bitwa
Dnia 9 października John Henderson, rojalistowski gubernator Newark-on-Trent, wziął dużą grupę 1500 żołnierzy, złożoną przeważnie z 8 oddziałów jazdy, z pewną liczbą dragonii i piechoty, by uwolnić od oblężenia garnizon w Bolingbroke. Po ostrym starciu wzięli z marszu Horncastle, którego bronił mały oddział wydzielony z sił Fairfaxa. Wysunięte oddziały wojsk Parlamentu zaalarmowały główne siły wojsk Parlamentu o zbliżających się wojskach Rojalistów. Następnego ranka wojska Parlamentu wysłały dość sił by powstrzymać garnizon Bloingbroke od wysłania wycieczki. Manchester ustawił swoją armię na wzgórzu Kirkny Hill, górującym nad Bolingbroke.
Gdzieś między 12:00 a 14:00 nakazał generalny marsz w kierunku Horncastle. Jazda Parlamentu poruszająca się szybciej od piechoty natknęła się pod Winceby na Rojalistów postępujących w przeciwnym kierunku. Pole bitwy nie było idealne, gdyż teren pełen był zagłębień i rozpadlin, lecz nie był tak zły, by uniemożliwić rozegranie bitwy. Obie siły liczebnie były sobie niemal równe. Także skład był niemal identyczny, gdyż tak jak w wojskach Parlamentu, Rojaliści prawie nie mieli piechoty.
Rozpoczęła się bitwa, która trwała pół godziny. Cromwell upozorował odwrót i skusił Rojalistów by opuścili dobrą pozycję obronną i wyszli na płaski teren. Następnie mały oddział wojsk Parlamentu ruszył na Rojalistów, którzy strzelając do nich rozładowali swą broń. Wtedy Cromwell poprowadził swoje główne siły do szarży, mając nadzieję, że jego jazda zdąży dopaść nieprzyjaciela, zanim ten zdąży ponownie załadować broń palną. Jednak spieszeni dragoni Rojalistów zdołali oddać drugą salwę, trafiając wielu z atakujących Ironsides (słynna kawaleria Cromwella). Ubito konia pod Cromwellem i nie mógł ponownie dołączyć do bitwy, zanim nie dosiadł nowego konia. Do kontrataku ruszyła kawaleria Rojalistów pod wodzą Saville'a, uderzając w prawe skrzydło wojsk Cromwella. Sami z kolei narazili się na skrzydłowy atak jazdy Fairfaxa. W trakcie trwającej walki Rojaliści stracili spójność gdy rozkaz Saville'a wzięto omyłkowo za rozkaz odwrotu i jazda Saville'a opuściła pole bitwy. Na lewym skrzydle wojsk Parlamentu Rojaliści odnieśli znaczące sukcesy, lecz upadek lewego skrzydła i centrum zmusiły Hendersona do odwrotu. Skrzydłowy atak zreformowanej jazdy Cromwella rozbił resztki Rojalistów, powodując ich zmasowaną ucieczkę w kierunku Newark. Wielu z nich zginęło lub zostało schwytanych w Horncastle. Przez resztę dnia wojska Parlamentu (Roundheads) ścigały Rojalistów (Cavaliers). W październiku ciemności zapadały już szybko, więc pod ich osłoną wielu uciekających jeźdźców wymknęło się pościgowi, odwołanemu w końcu przez Manchestera. Zginęło 300 Rojalistów, natomiast Parlamentarzyści stracili 20 zabitych i 60 rannych. Tego samego dnia armia Newcastle'a oblegająca Hull została zaatakowana przez wycieczkę, która zadała oblegającym tak ciężkie straty, że ci następnego dnia zrezygnowali z oblężenia.

## Po bitwie
Manchester porzucił oblężenie Bolingbroke Castle i przystąpił do odzyskania Lincoln i Gainsborough. Gdy znikła wszelka nadzieja na odsiecz, garnizon w Bolingbroke Castle skapitulował 14 listopada. Całe Lincolnshire, które uprzednio w całości było kontrolowane przez armię Rojalistów hrabiego Newcastle'a, obecnie przyłączone zostało do Wschodniego Związku (Eastern Association).